# Banque Worms
Ne doit pas être confondu avec Banque Wormser frères.
Pour les articles homonymes, voir Worms.
 (novembre 2013).
La Banque Worms est une banque d'affaires fondée par Hippolyte Worms en 1928, quatrième pôle de la Maison Worms & Cie. La banque fut nationalisée en 1981 par le gouvernement socialiste sous la présidence de François Mitterrand.
La holding Worms et Cie poursuivit ses activités et au cours des années 1990, la participation de la famille Agnelli devient prépondérante dans le groupe. En 2005, la holding financière adopte la nouvelle dénomination sociale : Sequana Capital.

## Historique

### 1848-1928

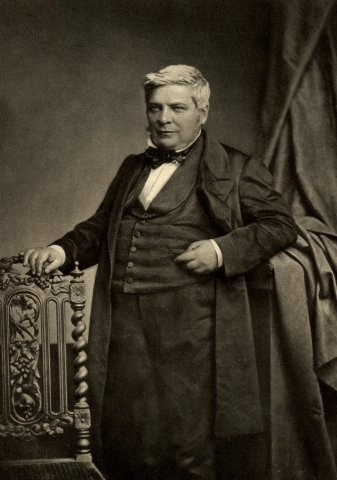
Hippolyte Worms (1801-1877).

En 1848, Hippolyte Worms (1801-1877), agent dans le commerce de gros et le fret crée avec des associés la Maison Worms & Cie spécialisée dans l'importation de charbon anglais. En 1856, la branche expédition de Worms devient rapidement son activité principale et conduit l'entreprise à étendre ses opérations à un niveau international. En 1869, le premier bureau à l'international est ouvert à Port-Saïd, en Égypte. Les opérations de la société s'étendent bientôt à toute l'Afrique du Nord, notamment dans la zone de l'influence coloniale française. Hippolyte Worms passe la direction de l'entreprise à la génération suivante, son neveu Henri Goudchaux.
Sous Goudchaux, l'activité de fret maritime et de logistique prend une influence encore plus grande. Après le charbon, le transport du pétrole devient l'activité principale. La compagnie Worms étend alors ses activités commerciales pour y inclure la vente de pétrole, d'abord pour Marcus Samuel & Co à partir de 1892, et, à partir de 1896, pour Shell aux Pays-Bas, depuis les ports d'Égypte, de Marseille et du Soudan.

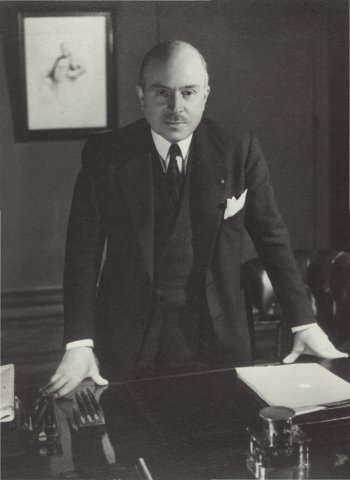
Hippolyte Worms (1889-1962).

En 1916, sous l'impulsion du petit-fils du fondateur nommé également Hippolyte Worms et encouragée par le gouvernement français, la compagnie Worms se diversifie dans l'industrie et ouvre son premier chantier naval (Ateliers et chantiers de la Seine-Maritime) au Trait, près du Havre, construisant navires marchands et autres. Le groupe est le premier utilisateur de ses chantiers navals, notamment des navires de haute mer et l'entreprise décide de créer la Nouvelle Compagnie havraise péninsulaire (NCHP). En 1928 sont créés les Services bancaires Worms (banque d'affaires) qui deviendra la banque Worms.
Dans les années 1930, la compagnie Worms est devenue une source importante de capitaux d'investissement dans le paysage industriel français, y compris pour le financement de la compagnie aérienne nationale, Air France. Sur le front industriel, Worms ouvre une nouvelle filiale, la Société Française de Transports Pétroliers (SFTP), spécialisée dans le transport maritime de pétrole au long cours.

### Liens avec le régime de Vichy
La Banque Worms était bien introduite au sein du régime de Vichy, avec notamment Jacques Barnaud (1893-1962), responsable des relations économiques franco-allemandes, Jacques Guérard, président du Comité d'organisation des assurances, devenu secrétaire général du gouvernement en avril 1942.
Pierre Pucheu, employé de la banque et secrétaire d'État à l'Intérieur du gouvernement de Vichy de juillet 1941 à avril 1942 ou encore Gabriel Le Roy Ladurie, directeur de la banque de 1940 à 1944. Cette entente des cadres de la banque et de certains responsables de Vichy, partisans d'un gouvernement technocratique, avait été attaquée par des politiciens collaborationnistes, tels que Marcel Déat, sous le terme de complot de la Synarchie. De 1938 à 1944, les avoirs de la banque auraient été multipliés par trois.

### 1945-2007
En 1948, l'arrêt du métier d'importateur de charbon et participation à la création d'Antar permet à Hippolyte Worms d'étendre les activités financières de l'entreprise aux services d'assurance, en prenant part dans les entreprises La Préservatrice et La Foncière. La Préservatrice avait été fondée en 1861 à Bruxelles, avant de devenir une société française en 1877, et bénéficiait d'un réseau de 450 succursales au tournant du siècle. La Foncière, fondée elle, en 1877, dans les activités d'assurance vie, contre les risques liés au transport ou aux incendies, avait des opérations dans le monde entier. Sous le contrôle de Worms et Cie, les deux sociétés forment la base pour la fondation ultérieure d'Athéna Assurances, créée en 1989.
Dans les années 1950 et la reconstruction de l'après-guerre, les activités financières prennent un essor remarquable. Worms propose des financements complets pour la construction d'usines situées hors de France. En 1964, la restructuration des activités bancaires par la création de la banque Worms en fait l'activité centrale du groupe dans les années 1970. En 1968, ces nouvelles activités financières comprennent également la location immobilière avec la création d'une nouvelle filiale, Unibail. Les activités industrielles, elles, sont en déclin, avec la fermeture de son chantier naval en 1966, ainsi que ses lignes maritimes en 1968. En 1971, le reste des activités maritimes de l'entreprise est placé sous l'égide du nouveau groupe Worms Compagnie Navale.
Au début des années 1970, Worms s'empare de Pechelbronn, une société holding qui joue ensuite le rôle de véhicule d'investissement important pour l'entreprise. Elle est rebaptisée Worms et Cie lors d'une réorganisation de l'entreprise en 1991. En 1981, elle est nationalisée par le gouvernement français. Elle sera reprivatisée et passera ensuite entre les mains de l'UAP puis d'AXA après fusion par voie d'absorption de UAP par AXA, puis de Deutsche Bank. Le reste des activités bancaires est regroupé dans la banque Demachy qui devient Demachy Worms et Cie. En 1990, la famille Agnelli entre dans le capital de la holding. En 1996, Worms & Cie devient la seule holding cotée en bourse.
En 1997, les familles fondatrices détiennent encore 22 % du capital, 20 % étant détenu par IFIL, la holding de la famille Agnelli et 7 % par les AGF.
La Banque Worms avait développé un catalogue de participation important allant de l'assurance (Athéna), à l'agro-alimentaire détenant 100 % de la Générale Sucrière, l'industrie papetière (40 % d'ArjoWiggins-Appleton) ou encore le transport maritime et logistique avec la Compagnie nationale de navigation.
En 1997, une OPA est tentée par le Groupe Pinault, et une contre-OPA réussie par les principaux actionnaires de Worms & Cie (familles fondatrices, IFIL et les AGF). En 1997, la société d'investissement accepte de vendre Athéna Assurances, sa filiale assurance, aux Assurances générales de France (AGF). En 1999, PR/RO[réf. souhaitée] sur Arjomari Prioux, fusion/absorption de celle-ci par Worms & Cie et mise en place du plan de restructuration d'Arjo Wiggins Appleton. En 2000, OPA réussie pour obtenir 100 % du groupe Arjo Wiggins Appleton (AWA). En 2004, Carbonless Europe est intégré à ArjoWiggins. Le groupe est repris en main par la famille Agnelli qui en était déjà l'actionnaire majoritaire. En 2004, Nicholas Clive-Worms, né en 1942, ancien directeur de Christie's France et dernier membre de la famille à exercer des fonctions de direction dans la holding, quitte son poste. En 2007, Sequana Capital devient la nouvelle dénomination sociale pour le groupe « Worms & Cie » (avec nouveaux statuts de société à conseil d'administration).